# Porto-Novo
Porto-Novo (vagy helyi nyelveken: Hogbonou és Adjacé) Benin hivatalos fővárosa, melynek lakossága 2002-ben 223 552 fő volt. Porto-Novo az ország második legnagyobb városa és legjelentősebb kikötője, de Cotonou jelentősebb kulturális és politikai központ. Ouémé tartományban található.

## Fekvése
A település a Guineai-öböl partján fekszik, az ország délkeleti részében.

### Éghajlat
Porto-Novo éghajlatát a nagy forróság, a bőséges csapadék és magas relatív páratartalom jellemzi. A város évi középhőmérséklete 26 °C, melytől a legmelegebb és a leghűvösebb hónapok mindössze egy Celsius-fokkal térnek el. A csapadékmennyiség - mely évi 1500 milliméter - fele április és június, negyedrésze szeptember és november között hullik le, de kisebb esőzések előfordulnak a szárazabb időszakokban is.
| Hónap                       | Jan. | Feb. | Már. | Ápr. | Máj. | Jún. | Júl. | Aug. | Szep. | Okt. | Nov. | Dec. | Év   |
| --------------------------- | ---- | ---- | ---- | ---- | ---- | ---- | ---- | ---- | ----- | ---- | ---- | ---- | ---- |
| Átlaghőmérséklet (°C)       | 27,0 | 28,0 | 28,0 | 28,0 | 27,0 | 26,0 | 25,0 | 25,0 | 25,0  | 26,0 | 27,0 | 27,0 | 26,6 |
| Átl. csapadékmennyiség (mm) | 23   | 34   | 86   | 127  | 215  | 370  | 129  | 44   | 89    | 140  | 52   | 16   | 1325 |
| Forrás: weatherbase         |      |      |      |      |      |      |      |      |       |      |      |      |      |

## Nevezetességek
- Botanikus kert
- Elnöki palota

## Testvérvárosa
- Accra, Ghána